# 米洛拉德·斯塔努洛夫
米洛拉德·斯塔努洛夫（1953年2月20日—），塞尔维亚男子赛艇运动员。他曾代表南斯拉夫参加1980年和1984年夏季奥林匹克运动会赛艇比赛，获得一枚银牌和一枚铜牌。